# Olga Ivinská
Olga Vsevolodovna Ivinská (rusky Ольга Всеволодовна Ивинская, 16. června 1912, Tambov – 8. září 1995, Moskva ) byla ruská básnířka a spisovatelka. Byla přítelkyní a partnerkou Borise Pasternaka a inspirací pro postavu Lary v románu Doctor Živago.

## Život
Olga Ivinská byla německo-polského původu. Narodila se v Tambově středoškolskému učiteli. V roce 1915 se rodina přestěhovala do Moskvy. Po absolvování Moskevského institutu redakčních pracovníků v roce 1936 pracovala jako redaktorka v různých literárních časopisech. Od dospívání byla Pasternakovou obdivovatelkou. Vdala se dvakrát, v roce 1936 za Ivana Jemeljanova a v roce 1941 za Alexandra Vinogradova. Obě manželství skončila po pouhých několika letech tragicky, Jemeljanov se oběsil, Vinogradov padl ve válce. Ivinská měla dvě děti, Irinu Jemeljanovovou a Dmitrije Vinogradova.

## Vztah s Pasternakem
S Borisem Pasternakem se setkala v říjnu 1946 v redakci časopisu Novyj mir, kde měla na starosti oddělení nových autorů. Jejich romance trvala až do jeho smrti, přestože Pasternak odmítl opustit svou manželku. Kvůli jejich vztahu se začala její pozice v redakci zhoršovat, a tak ji na začátku roku 1948 požádal, aby z Nového miru odešla a stala se jeho osobní sekretářkou.
Ivinská s Pasternakem spolupracovala na překladech cizojazyčné poezie do ruštiny, např. bengálského básníka Rabíndranátha Thákura nebo Vítězslava Nezvala. K jeho překladu jí Pasternak poradil: „Použij přesný překlad pouze pro význam, ale nepůjčuj si původní slova: jsou absurdní a ne vždy srozumitelná. Nepřekládej všechno, pouze to, co dokážeš zvládnout, a tím se pokus získat překlad přesnější než sám originál.“
Pasternak přiznal, že Ivinská byla inspirací pro hrdinku Laru z románu Doktor Živago. Věnoval jí mnoho básní, které Živagovi v románu připsal.
V říjnu 1949 byla Ivinská zatčena pro podezření z „protisovětské činnosti“ a „blízkosti osobám podezřelým ze špionáže“ a v červenci 1950 byla odsouzena na pět let v Gulagu. Byl to zřejmý pokus přimět Pasternaka, aby se vzdal kritiky sovětského systému. V roce 1958 Pasternak napsal příteli do Západního Německa: „Byla uvězněna místo mne jako osoba, kterou tajná policie považovala za mně nejbližší, a oni doufali, že pomocí vyčerpávajících výslechů a výhrůžek z ní dostanou dost důkazů, aby mě postavili před soud. Vděčím za svůj život a za to, že se mne v té době ani nedotkli, jejímu hrdinství a odhodlání.“
V době svého zatčení čekala Ivinskaya dítě s Pasternakem, ale potratila. Byla propuštěna po Stalinově smrti v roce 1953. Doktor Živago byl vydán v Itálii v roce 1957, přičemž Ivinská jménem Pasternaka vedla veškerá jednání s nakladatelstvím Feltrinelli.
V knize Petera Benensona Persecution 1961 byla Ivinská uvedena jako jeden z devíti vězňů svědomí. Benenson ji vyzdvihl za to, že odmítla spolupracovat s úřady a místo toho se dobrovolně rozhodla snášet utrpení výměnou za Pasternakovu ochranu. Po rozpadu Sovětského svazu a otevření sovětských archivů se ale ukázalo, že stejně jako většina obětí mučení byla i ona přinucena ke spolupráci s KGB.

## Poslední roky
Po Pasternakově smrti v roce 1960 byla Ivinská podruhé zatčena, tentokrát společně s dcerou Irinou. Byla obviněna z toho, že byla Pasternakovým spojením se západními vydavateli v jednání o vydání Doktora Zhivaga a o autorské odměně v západní měně. Sovětská vláda je propustila v tichosti, Irinu v roce 1962 a Ivinskou o dva roky později. V roce 1978 vyšly v Paříži v ruštině její paměti a následně byly přeloženy do angličtiny pod titulek A Captive of Time (Vězeňkyně času).
V roce 1988 byla Ivinská rehabilitována. Několik let strávila sporem o to, aby jí vrátili všechny dopisy Pasternakovi a další dokumenty, které jí zabavila KGB při posledním zatčení. Soud rozhodl, že všechny materiály zůstaly ve státním archivu.
Ivinská zemřela v roce 1995 na rakovinu.
Její dcera Irina Jemeljanovová, která v roce 1985 emigrovala do Francie, vydala knihu vzpomínek na matčin vztah s Pasternakem.